# Kevin McDonald (aktor)
Kevin Hamilton McDonald (ur. 16 maja 1961 w Montrealu) – kanadyjski aktor, artysta stand-up. Znany jako członek komediowej trupy The Kids in the Hall. Syn Sheili McDonald i Hamiltona McDonalda, sprzedawcy sprzętu dentystycznego.

## Filmografia

### Filmy
- 1991: Zandalee jako handlarz narkotykami
- 1995: W krzywym zwierciadle: Szkolna wycieczka jako Travis Lindsey
- 1999: Kosmiczna załoga jako spiker
- 2003: Stich: Misja jako agent Wendy Pleakley (głos)
- 2005: Sky High jako dr Medulla
- 2005: Lilo i Stich 2: Mały feler Sticha jako agent Wendy Pleakley (głos)
- 2006: Kacper: Szkoła postrachu jako Beaky, papuga piratów (głos)
- 2006: Leroy i Stich jako agent Wendy Pleakley (głos)
- 2007: Wielkie kino jako Harry Potter

### Seriale TV
- 1996: Mad TV jako gospodarz-gość
- 1996: Przyjaciele jako Guru Saj
- 1997: Johnny Bravo jako młody klown (głos)
- 1997: Kroniki Seinfelda jako Denim Vest
- 2000-2001: Różowe lata siedemdziesiąte jako Pastor Dave
- 2001-2002: Invader Zim jako Wszechmogący Najwyższy Fioletowy (głos)
- 2002: Lilo i Stich jako agent Wendy Pleakley (głos)
- 2002: Whatever Happened to Robot Jones? jako Pan Mitchell (głos)
- 2003: Co nowego u Scooby’ego? jako oficer Claphammer (głos)
- 2003: Lilo i Stich jako agent Wendy Pleakley (głos)
- 2004: Stacja Corner Gas jako Marvin Drey
- 2004: Dom dla zmyślonych przyjaciół pani Foster jako Ivan (głos)
- 2004: Uziemieni jako Steve
- 2005: Bogaci bankruci jako detektyw Streudler
- 2006: Bratz jako Scott (głos)
- 2007: Nowa szkoła króla jako strażnik (głos)
- 2009: Zagroda według Otisa jako Baxter / Flaky (głos)
- 2009: Pingwiny z Madagaskaru jako Barry (głos)
- 2010: Akwalans jako dr Żaba (głos)
- 2011: Dan Vs jako Barry Ditmer
- 2012: Kung Fu Panda: Legenda o niezwykłości jako Lu Kang (głos)
- 2013: Fineasz i Ferb jako profesor Bannister (głos)
- 2016: Bajgiel i Becia Show jako Bagel (głos)
- 2019: Płazowyż jako Albus Duckweed (głos)